# André Vacherot
André Vacherot (París, 27 de agosto de 1860 - París, Francia, 22 de marzo de 1950) fue un tenista francés que ganó el Campeonato Amateur Francés —hoy Torneo de Roland Garros— en 4 ediciones: en 1894, 1895, 1896 y 1901.
Su hermano menor Michel Vacherot también ganó el Campeonato Amateur Francés (Torneo de Roland Garros) en 1902.

## Trayectoria
Vacherot jugó en siete ocasiones la final de los Campeonatos Franceses de Tenis, hoy conocido como Torneo de Roland Garros. En los años 1894 y 1896 ganó frente a Gérard Brosselin, mientras que, en 1895 lo hizo ante Laurent Riboulet y en 1901 ante Paul Lebreton. En los años 1903 y 1904 perdió frente a Max Décugis y en 1905 ante Maurice Germot. Todos los finalistas fueron franceses (dado que hasta 1925 el torneo no se abrió a otras nacionalidades).
Es el quinto tenista con más títulos en el Torneo de Roland Garros tras Rafael Nadal, Max Décugis, Björn Borg y Henri Cochet, y empatado con Paul Aymé.